# Willem Marinus Dudok

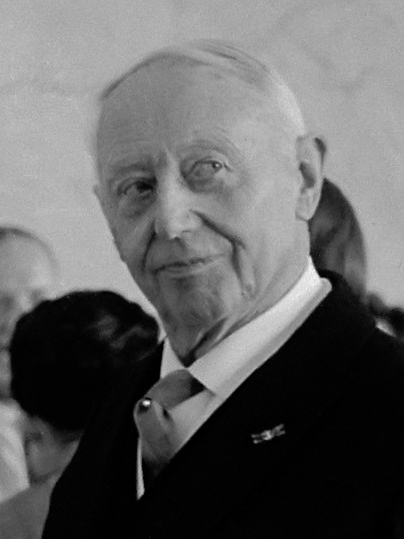
W.M. Dudok (1964).

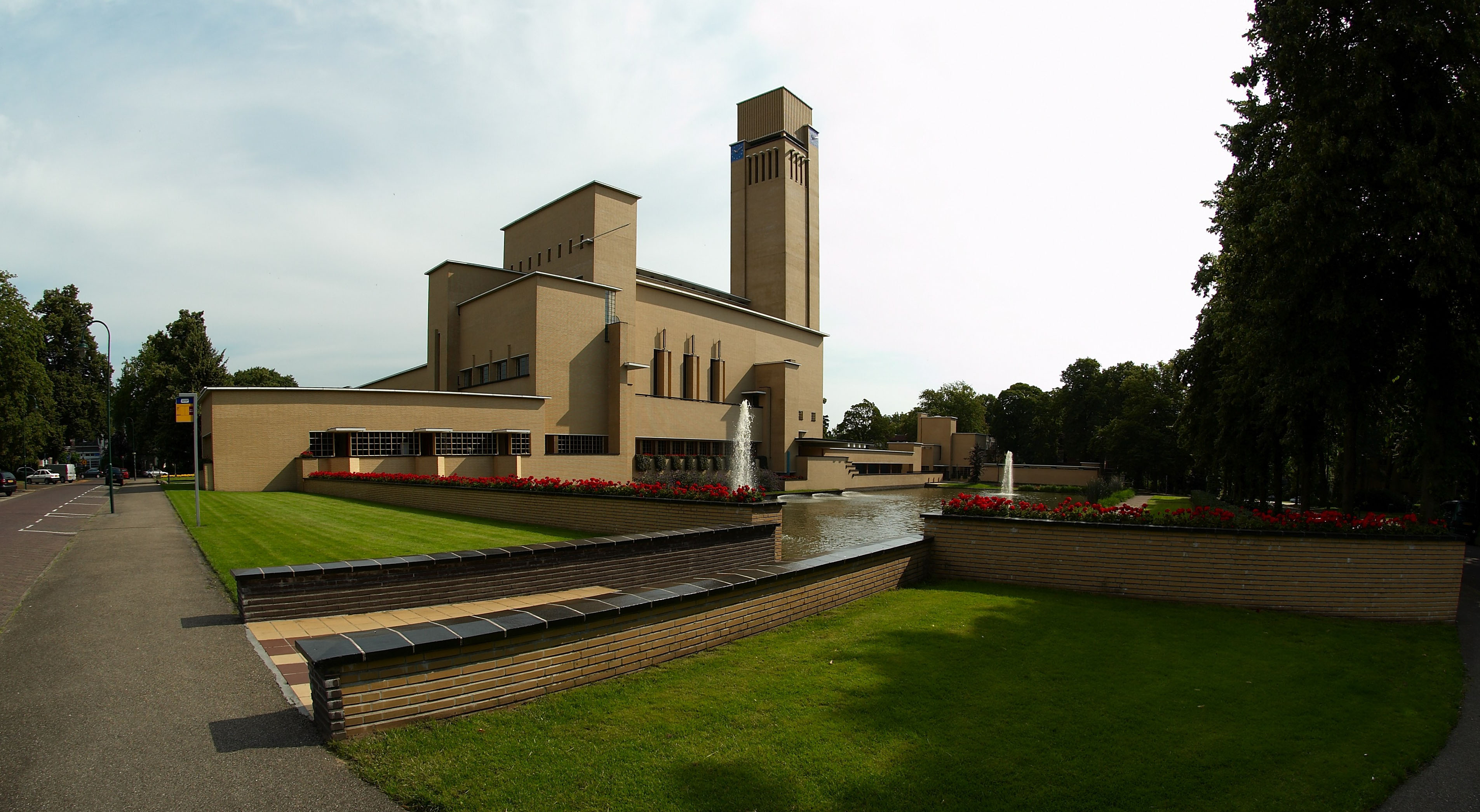
Rådhuset i Hilversum.

Willem Marinus Dudok, född 1884 i Amsterdam, död 1974 i Hilversum, var en nederländsk arkitekt. Han var verksam mest i Hilversum, Nederländerna. Påverkad av Frank Lloyd Wright. Mest känd för sin tegelarkitektur.

## Projekt
- Königliche Holländische Stahlwerke, Velsen, Nederländerna, 1948
- Utrechts kommunala teater, Utrecht, Nederländerna, 1938-1941
- Valeris School, Hilversum, Nederländerna 1930
- de Bijenkorf, köpcentrum, Rotterdam, Nederländerna, 1929-1931
- Vondel School, Hilversum, Nederländerna, 1928-1929
- Hilversums rådhus, Nederländerna, 1928-1931
- Niederländisches Studentenhaus im Universitätszentrum, Paris, Frankrike, 1927-1928[1]
- Fabritius School, Hilversum, Nederländerna, 1926
- Minchelers School, Hilversum, Nederländerna, 1925
- Dr. Bavinck School, Hilversum, Nederländerna, 1921
- Stadsbadet i Hilversum, Hilversum, Nederländerna, 1921